# Modecca
Modecca je rod iz porodice Passifloraceae.
Ovaj rod još nema priznatih vrsta. Nije riješen status trideset i trima vrstama.